# Ferreira Leite (ator)
Luiz Ferreira Leite, mais conhecido como Ferreira Leite (São João del Rei, 21 de julho de 1908 - Rio de Janeiro, dezembro de 1987) foi um ator brasileiro .

## Biografia
Ferreira Leite iniciara sua carreira artística em 1929 no Teatro. Durante sua carreira integrou as Companhias Teatrais de Dulcina de Moraes, Bibi Ferreira, Jaime Costa e Procópio Ferreira. 
Em cinema estrearia em 1946, no filme No Trampolim da Vida. Ao longo de sua carreira no cinema fora dirigido por importantes diretores, como Gilda de Abreu, José Carlos Burle, Victor Lima, Eurides Ramos e Lima Barreto. 
Foi pioneiro na televisão brasileira, tendo estreado em 1952 no Grande Teatro Tupi. Destacara-se como Joca Medrado em O Bem-Amado (1973), de Dias Gomes. 
Casara-se em 1930 com a atriz Diva Sônia (1909-2001). 
Falecera na cidade do Rio de Janeiro em dezembro de 1987.

## Filmografia

### Televisão
| Ano  | Título                   | Personagem             | Notas                                                 |
| ---- | ------------------------ | ---------------------- | ----------------------------------------------------- |
| 1985 | Um Sonho a Mais          | —                      | Participação Especial                                 |
| 1980 | Olhai os Lírios do Campo | Ângelo                 |                                                       |
| 1979 | Sítio do Picapau Amarelo | Velho                  | Episódio: "Dom Quixote, o Cavaleiro da Triste Figura" |
| 1979 | Feijão Maravilha         | Macedo                 | [ 4 ]                                                 |
| 1977 | Nina                     | Sinésio                |                                                       |
| 1976 | Anjo Mau                 | Escrivão               | [ 5 ]                                                 |
| 1975 | Gabriela                 | Camilo Góes            | Participação Especial                                 |
| 1975 | Caso Especial            | —                      | Episódio: "A Ilha no Espaço"                          |
| 1975 | Caso Especial            | —                      | Episódio: "A Promessa"                                |
| 1973 | O Bem-Amado              | Joaquim Medrado (Joca) |                                                       |
| 1967 | O Jardineiro Espanhol    | —                      |                                                       |
| 1953 | Grande Teatro Tupi       | —                      | Episódio: "A Morte do Caixeiro Viajante"              |
| 1952 | Grande Teatro Tupi       | —                      | Episódio: "Monsieur Brotereau"                        |

### Cinema
| Ano  | Título                 | Personagem      |
| ---- | ---------------------- | --------------- |
| 1970 | Cléo e Daniel          | Júlio           |
| 1961 | A Primeira Missa       | Padre José      |
| 1958 | Na Corda Bamba         | Padre Mateus    |
| 1958 | O Barbeiro Que Se Vira | Damião          |
| 1958 | A Grande Vedete        | Diretor         |
| 1958 | Chico Fumaça           | —               |
| 1957 | O Noivo da Girafa      | —               |
| 1950 | Estrela da Manhã       | Guarda do Farol |
| 1949 | Pinguinho de Gente     | —               |
| 1948 | Mãe                    | Comissário      |
| 1948 | É Com Este Que Eu Vou  | —               |
| 1946 | O Cavalo 13            | —               |
| 1946 | No Trampolim da Vida   | —               |

## Teatro[9]
- 1970 - O Bravo Soldado Schweik
- 1965 - O Caso Oppenheimer
- 1964/1965 - Toda Donzela Tem Um Pai que É Uma Fera
- 1963 - Aqui Tudo Pode
- 1961 - O Testamento do Cangaceiro
- 1960 - As Feiticeiras de Salém
- 1959 - A Farsa da Esposa Perfeita
- 1957 - A Mulher do Seu Adolfo
- 1957 - Com Jeito Vai!
- 1957 - Papai É Vivaldino
- 1956 - A Criada do Gregório
- 1956 - A Mulher do Seu Adolfo
- 1956 - As Solteironas dos Chapéus Verdes
- 1956 - O Napoleão da Josefina
- 1956 - Poeira de Estrelas
- 1956 - Qual dos Dois?
- 1956 - Toma, Que o Filho É Teu
- 1952 - O Bode Está Solto
- 1951 - Uma Noite com Ela
- 1949 - O Guarda da Alfândega
- 1949 - A Mulher do 24
- 1948 - A Mulher dos Meus Sonhos
- 1948 - Não Sei Chorar
- 1947 - Mulher Infernal
- 1946 - Chica Boa
- 1945 - A Culpa de Você
- 1944 - Que Fim de Semana!
- 1944 - A Moreninha
- 1943 - A Boateira
- 1943 - A Vida Que Eu Sonhei
- 1943 - Canário
- 1943 - Caturrita
- 1943 - Didinha
- 1943 - Inimigo do Casamento
- 1943 - O Meu Salvador
- 1943 - Por Causa do Lulú
- 1943 - Qual dos Dois?
- 1943 - Vou Entrar na Família
- 1942/1943 - A Cigana Me Enganou
- 1941 - O Genro de Muitas Sogras
- 1941 - A Garota
- 1938 - Um Rapaz Teimoso
- 1938 - Simplício Pacato
- 1938 - A Mulher do Juca
- 1938 - As Solteironas dos Chapéus Verdes
- 1938 - Bazar dos Brinquedos
- 1938 - O Filho Sobrenatural
- 1937 - Batendo Papo
- 1937 - Beco Sem Saída
- 1937 - O Amigo Tobias
- 1937 - O Filho Sobrenatural
- 1937 - O Mártir do Calvário
- 1937 - O Último Lord
- 1937 - Quem Vem Lá
- 1937 - Sinhô do Bomfim
- 1937 - Var Correr!
- 1934 - A Boateira
- 1934 - Guerra às Mulheres
- 1934 - Mas Que Mulher!
- 1934 - Peso Pesado
- 1933/1934 - Feitiço
- 1933 - A Mulher do Trem
- 1933 - A Boateira
- 1933 - A Tia da Província
- 1933 - O Ministro Supremo
- 1933 - O Simpático Jeremias
- 1933 - Que Santo Homem
- 1932 - Guerra às Mulheres
- 1932 - Mulheres Nervosas
- 1932 - O Outro André
- 1930 - Oh! As Mulheres...